# Сочимилко
Сочимилко (шп. Xochimilco) насеље је у Мексику у савезној држави Мексико Сити у општини Сочимилко. Насеље се налази на надморској висини од 2275 м.

## Становништво
Према подацима из 2010. године у насељу је живело 407885 становника.

### Хронологија
| Година       | 2000                     | 2005                     | 2010                     |
| ------------ | ------------------------ | ------------------------ | ------------------------ |
| Становништво | 364647 (179268 / 185379) | 396852 (196001 / 200851) | 407885 (201724 / 206161) |

### Попис
| \| \| м \| \| \| ж \| \| 0—2 \| 9.351 \| \| \| 8.705 \| \| 3—5 \| 10.162 \| \| \| 9.824 \| \| 6—11 \| 20.645 \| \| \| 19.840 \| \| 12—14 \| 10.173 \| \| \| 10.047 \| \| 15—17 \| 11.068 \| \| \| 10.462 \| \| 18—24 \| 26.709 \| \| \| 25.599 \| \| 60+ \| 16.462 \| \| \| 20.606 \| \| Просек : \| 30,6 \| \| \| 31,7 \| |        |  |  |        |
| |        |  |  |        |
| | м      |  |  | ж      |
| 0—2 | 9.351  |  |  | 8.705  |
| 3—5 | 10.162 |  |  | 9.824  |
| 6—11 | 20.645 |  |  | 19.840 |
| 12—14 | 10.173 |  |  | 10.047 |
| 15—17 | 11.068 |  |  | 10.462 |
| 18—24 | 26.709 |  |  | 25.599 |
| 60+ | 16.462 |  |  | 20.606 |
| Просек : | 30,6   |  |  | 31,7   |

| #   | Индикатор                                                                                        | Вредност |
| --- | ------------------------------------------------------------------------------------------------ | -------- |
| 1   | Становништво од 0 до 2 године                                                                    | 18056    |
| 2   | Мушко становништво од 0 до 2 године                                                              | 9351     |
| 3   | Женско становништво од 0 до 2 године                                                             | 8705     |
| 4   | Становништво са 3 и више година                                                                  | 384815   |
| 5   | Мушко становништво са 3 и више година                                                            | 189876   |
| 6   | Женско становништво са 3 и више година                                                           | 194939   |
| 7   | Становништво са 5 и више година                                                                  | 371549   |
| 8   | Мушко становништво са 5 и више година                                                            | 183128   |
| 9   | Женско становништво са 5 и више година                                                           | 188421   |
| 10  | Становништво са 12 и више година                                                                 | 324344   |
| 11  | Мушко становништво са 12 и више година                                                           | 159069   |
| 12  | Женско становништво са 12 и више година                                                          | 165275   |
| 13  | Становништво са 15 и више година                                                                 | 304124   |
| 14  | Мушко становништво са 15 и више година                                                           | 148896   |
| 15  | Женско становништво са 15 и више година                                                          | 155228   |
| 16  | Становништво са 18 и више година                                                                 | 282594   |
| 17  | Мушко становништво са 18 и више година                                                           | 137828   |
| 18  | Женско становништво са 18 и више година                                                          | 144766   |
| 19  | Становништво од 3 до 5 година                                                                    | 19986    |
| 20  | Мушко становништво од 3 до 5 година                                                              | 10162    |
| 21  | Женско становништво од 3 до 5 година                                                             | 9824     |
| 22  | Становништво од 6 до 11 година                                                                   | 40485    |
| 23  | Мушко становништво од 6 до 11 година                                                             | 20645    |
| 24  | Женско становништво од 6 до 11 година                                                            | 19840    |
| 25  | Становништво од 8 до 14 година                                                                   | 47255    |
| 26  | Мушко становништво од 8 до 14 година                                                             | 24017    |
| 27  | Женско становништво од 8 до 14 година                                                            | 23238    |
| 28  | Становништво од 12 до 14 година                                                                  | 20220    |
| 29  | Мушко становништво од 12 до 14 година                                                            | 10173    |
| 30  | Женско становништво од 12 до 14 година                                                           | 10047    |
| 31  | Становништво од 15 до 17 година                                                                  | 21530    |
| 32  | Мушко становништво од 15 до 17 година                                                            | 11068    |
| 33  | Женско становништво од 15 до 17 година                                                           | 10462    |
| 34  | Становништво од 18 до 24 године                                                                  | 52308    |
| 35  | Мушко становништво од 18 до 24 године                                                            | 26709    |
| 36  | Женско становништво од 18 до 24 године                                                           | 25599    |
| 37  | Женско становништво од 15 до 49 година                                                           | 114516   |
| 38  | Становништво са 60 и више година                                                                 | 37068    |
| 39  | Мушко становништво са 60 и више година                                                           | 16462    |
| 40  | Женско становништво са 60 и више година                                                          | 20606    |
| 41  | Однос између мушкараца и жена                                                                    | 97.85    |
| 42  | Становништво од нуле до 14 година                                                                | 98747    |
| 43  | Становништво од 15 до 64 године                                                                  | 279721   |
| 44  | Становништво од 65 година и више                                                                 | 24403    |
| 45  | Просечан број деце                                                                               | 1.92     |
| 46  | Становништво рођено у ентитету                                                                   | 333342   |
| 47  | Мушко становништво рођено у ентитету                                                             | 167253   |
| 48  | Женско становништво рођено у ентитету                                                            | 166089   |
| 49  | Становништво рођено у другом ентитету                                                            | 67335    |
| 50  | Мушко становништво рођено у другом ентитету                                                      | 30949    |
| 51  | Женско становништво рођено у другом ентитету                                                     | 36386    |
| 52  | Становништво од 5 година и више резидентно у ентитету у јуну 2005. године                        | 360519   |
| 53  | Мушко становништво старосног доба од 5 година и више, резидентно у ентитету у јуну 2005. године  | 177797   |
| 54  | Женско становништво старосног доба од 5 и више година, резидентно у ентитету у јуну 2005. године | 182722   |
| 55  | Становништво од 5 година и више које је живело у другом ентитету у јуну 2005. године             | 7736     |
| 56  | Мушко становништво старије од 5 година које је живело у другом ентитету у јуну 2005. године      | 3685     |
| 57  | Женско становништво старије од 5 година које је живело у другом ентитету у јуну 2005. године     | 4051     |
| 58  | Становништво од 3 године и више које говори аутохтони језик                                      | 8886     |
| 59  | Мушко становништво старо 3 године и више које говори аутохтони језик                             | 4498     |
| 60  | Женско становништво старо 3 године и више које говори аутохтони језик                            | 4388     |
| 61  | Становништво од 3 године и више које говори аутохтони језик и не говори шпански језик            | 53       |
| 62  | Мушко становништво старо 3 године и више које говори аутохтони језик и не говори шпански         | 17       |
| 63  | Женско становништво старо 3 године и више које говори аутохтони језик и не говори шпански језик  | 36       |
| 64  | Становништво старо 3 године и више које говори аутохтони језик и шпански                         | 7784     |
| 65  | Мушко становништво старо 3 године и више које говори аутохтони језик и шпански                   | 3959     |
| 66  | Женско становништво старо 3 године и више које говори аутохтони језик и шпански                  | 3825     |
| 67  | Становништво од 5 година и више које говори аутохтони језик                                      | 8827     |
| 68  | Становништво од 5 година и више које говори аутохтони језик и не говори шпански језик            | 53       |
| 69  | Становништво од 5 година и више које говори аутохтони језик и говори шпански језик               | 7744     |
| 70  | Становништво у домородачким домаћинствима                                                        | 21179    |
| 71  | Становништво са ограничењима у активностима                                                      | 16385    |
| 72  | Становништво са ограниченим ходањем или кретањем, горе или доле                                  | 8475     |
| 73  | Становници са ограничењима вида, чак и уз кориштење сочива                                       | 4805     |
| 74  | Становништво са ограничењима говора, комуникације или конверзације                               | 1338     |
| 75  | Становништво са ограниченим слухом                                                               | 1827     |
| 76  | Становништво са ограничењима при одевању, купању или јелу                                        | 765      |
| 77  | Становништво са ограничењима у опажању или учењу једноставних ствари                             | 769      |
| 78  | Становништво са менталним ограничењима                                                           | 1694     |
| 79  | Становништво без ограничења активности                                                           | 376778   |
| 80  | Становништво од 3 до 5 година које не похађа школу                                               | 7308     |
| 81  | Мушко становништво од 3 до 5 година које не похађа школу                                         | 3768     |
| 82  | Женско становништво од 3 до 5 година које не похађа школу                                        | 3540     |
| 83  | Становништво од 6 до 11 година које не похађа школу                                              | 944      |
| 84  | Мушко становништво од 6 до 11 година које не похађа школу                                        | 473      |
| 85  | Женско становништво од 6 до 11 година које не похађа школу                                       | 471      |
| 86  | Становништво од 12 до 14 година које не похађа школу                                             | 986      |
| 87  | Мушко становништво од 12 до 14 година које не похађа школу                                       | 549      |
| 88  | Женско становништво од 12 до 14 година које не похађа школу                                      | 437      |
| 89  | Становништво од 15 до 17 година похађа школу                                                     | 16595    |
| 90  | Мушко становништво од 15 до 17 година похађа школу                                               | 8351     |
| 91  | Женско становништво између 15 и 17 година живота у школи                                         | 8244     |
| 92  | Становништво од 18 до 24 године похађа школу                                                     | 21052    |
| 93  | Мушко становништво од 18 до 24 године похађа школу                                               | 10810    |
| 94  | Женско становништво од 18 до 24 године похађа школу                                              | 10242    |
| 95  | Становништво од 8 до 14 година које не може да чита и пише                                       | 829      |
| 96  | Мушко становништво старосног доба од 8 до 14 година које не може да чита и пише                  | 468      |
| 97  | Женско становништво старосног доби од 8 до 14 година које не може да чита и пише                 | 361      |
| 98  | Становништво од 15 година и више које је неписмено                                               | 8093     |
| 99  | Мушко становништво од 15 година и више које је неписмено                                         | 2635     |
| 100 | Женско становништво од 15 година и више које је неписмено                                        | 5458     |
| 101 | Становништво старо 15 и више година без школовања                                                | 9565     |
| 102 | Мушко становништво старо 15 и више година без школовања                                          | 3539     |
| 103 | Женско становништво старо 15 и више година без школовања                                         | 6026     |
| 104 | Становништво старосног доба 15 и више година са непотпуним основним образовањем                  | 20161    |
| 105 | Мушко становништво старосног доба од 15 година и више са непотпуном основним образовањем         | 8816     |
| 106 | Женско становништво старосног доба 15 и више година са непотпуном основним образовањем           | 11345    |
| 107 | Становништво старо 15 и више година са комплетним основним образовањем                           | 37793    |
| 108 | Мушко становништво старо 15 година и више са комплетним основним образовањем                     | 17850    |
| 109 | Женско становништво старо 15 и више година са комплетним основним образовањем                    | 19943    |
| 110 | Становништво старосног доба 15 и више година са непотпуним средњим образовањем                   | 16426    |
| 111 | Мушко становништво старосног доба од 15 година и више са непотпуним средњим образовањем          | 9708     |
| 112 | Женско становништво старосног доба од 15 година и више са непотпуним средњим образовањем         | 6718     |
| 113 | Становништво старо 15 и више година са пуним секундарном образовањем                             | 67044    |
| 114 | Мушко становништво старосног доба од 15 година и више са пуним секундарном образовањем           | 34496    |
| 115 | Женско становништво старосног доба од 15 година и више са пуним секундарном образовањем          | 32548    |
| 116 | Становништво старије од 18 година са постосновним образовањем                                    | 142213   |
| 117 | Мушко становништво старије од 18 година са постосновним образовањем                              | 69702    |
| 118 | Женско становништво старије од 18 година са постосновним образовањем                             | 72511    |
| 119 | Просечна оцена школовања                                                                         | 10.19    |
| 120 | Просечан ниво образовања мушке популације                                                        | 10.3     |
| 121 | Просечан ниво образовања женског становништва                                                    | 10.07    |
| 122 | Економски активно становништво                                                                   | 179625   |
| 123 | Економски активна мушка популација                                                               | 111564   |
| 124 | Економски активна женска популација                                                              | 68061    |
| 125 | Становништво које није економски активно                                                         | 140352   |
| 126 | Мушко становништво које није економски активно                                                   | 43730    |
| 127 | Женско становништво које није економски активно                                                  | 96622    |
| 128 | Запослено становништво                                                                           | 171058   |
| 129 | Запослено мушко становништво                                                                     | 105660   |
| 130 | Запослено женско становништво                                                                    | 65398    |
| 131 | Незапослена популација                                                                           | 8567     |
| 132 | Незапослена мушка популација                                                                     | 5904     |
| 133 | Незапослена женска популација                                                                    | 2663     |
| 134 | Становништво без права на здравствене услуге                                                     | 175470   |
| 135 | Становништво које има право на здравствене услуге                                                | 218861   |
| 136 | Становништво које има право на ИМСС                                                              | 97031    |
| 137 | Становништво које има право на социјално осигурање                                               | 71326    |
| 138 | Становништво које има право на државно социјално осигурање                                       | 509      |
| 139 | Становништво које има право на опште осигурање или здравствено осигурање за нову генерацију      | 34766    |
| 140 | Становништво које је било једном или није било у браку током 12 година и више                    | 115748   |
| 141 | Венчано или уједињено становништво од 12 година и више                                           | 173704   |
| 142 | Становништво које је било у браку или уједињено 12 година и више                                 | 34335    |
| 143 | Становништво са католичком религијом                                                             | 345907   |
| 144 | Протестанти, еванђелисти и библијски следбеници различити од еванђелиста                         | 26572    |
| 145 | Становништво са другим религијама различитим од претходних                                       | 874      |
| 146 | Становништво без религије                                                                        | 19519    |
| 147 | Укупно пописаних домаћинства                                                                     | 99445    |
| 148 | Пописна домаћинства на челу са мушкарцима                                                        | 72454    |
| 149 | Пописна домаћинства на челу са женама                                                            | 26991    |
| 150 | Становништво у пописним домаћинствима                                                            | 395001   |
| 151 | Становништво у пописним домаћинствима на челу са мушкарцима                                      | 299492   |
| 152 | Становништво у пописним домаћинствима на челу са женама                                          | 95509    |
| 153 | Укупно домаћинстава                                                                              | 110887   |
| 154 | Укупно насељених домаћинстава                                                                    | 101079   |
| 155 | Укупно приватних кућа                                                                            | 109253   |
| 156 | Насељени приватни домови                                                                         | 99445    |
| 157 | Укупно насељених приватних кућа                                                                  | 101051   |
| 158 | Ненасељене приватне куће                                                                         | 7080     |
| 159 | Појединачна домаћинства за привремену употребу                                                   | 2728     |
| 160 | Становници у насељеним приватним кућама                                                          | 395001   |
| 161 | Насељеност станара у приватним становима                                                         | 3.97     |
| 162 | Просечно становника по соби у приватним насељеним домаћинствима                                  | 0.98     |
| 163 | Појединачна домаћинства са подовима од различитих материјала од земље                            | 96544    |
| 164 | Појединачна домаћинства у приземљу                                                               | 2218     |
| 165 | Појединачна домаћинства са једном спаваћом собом                                                 | 33658    |
| 166 | Појединачна домаћинства са две спаваће собе и више                                               | 65292    |
| 167 | Појединачна домаћинства са једним собом                                                          | 9678     |
| 168 | Појединачна домаћинства са две собе                                                              | 14929    |
| 169 | Појединачна домаћинства са 3 собе и више                                                         | 74208    |
| 170 | Појединачна домаћинства која имају електрично светло                                             | 98726    |
| 171 | Појединачна домаћинства која немају електрично светло                                            | 264      |
| 172 | Појединачна домаћинства која имају водоводну воду у стамбеном простору                           | 89159    |
| 173 | Појединачна домаћинства која немају водоводну воду у стамбеном простору                          | 9665     |
| 174 | Појединачна домаћинства која имају тоалет                                                        | 98263    |
| 175 | Појединачна домаћинства која имају канализацију                                                  | 97321    |
| 176 | Појединачна домаћинства која немају канализацију                                                 | 1450     |
| 177 | Појединачна домаћинства која имају електрично светло, довод воде из јавне мреже и канализацију   | 88091    |
| 178 | Појединачна домаћинства без икаквих услова                                                       | 485      |
| 179 | Појединачна домаћинства која имају радио                                                         | 91376    |
| 180 | Појединачна домаћинства која имају телевизор                                                     | 96677    |
| 181 | Појединачна домаћинства која имају фрижидер                                                      | 85029    |
| 182 | Појединачна домаћинства која имају машину за веш                                                 | 71577    |
| 183 | Појединачна домаћинства која имају аутомобил или комби                                           | 43614    |
| 184 | Појединачна домаћинства која имају рачунар                                                       | 41942    |
| 185 | Појединачна домаћинства која имају фиксну телефонску линију                                      | 66006    |
| 186 | Појединачна домаћинства која имају мобилни телефон                                               | 72671    |
| 187 | Појединачна домаћинства која имају приступ интернету                                             | 31744    |
| 188 | Величина локације                                                                                | 12       |